# Ștefănești (Vâlcea)
Ştefăneşti es una comuna ubicada en el distrito Vâlcea, Rumania.

## Superficie
Posee una superficie de 34,93 kilómetros cuadrados.

## Demografía
Hasta 2021 la población era de 3106 habitantes, con una densidad de población de 88,92 habitantes por kilómetro cuadrado.